# Antoine av Bourbon-Orléans
Antoine av Bourbon-Orléans (Antonio), hertig av Galliera, född  23 februari 1866 i Sevilla död 24 december 1930, var son till Antoine av Orléans, hertig av Montpensier (1824–1890) och hans maka Luisa av Spanien (1832–1897), dotter till Ferdinand VII av Spanien.
Gift från 1886 med sin kusin Eulalia av Spanien (1864–1958), dotter till Isabella II av Spanien. Ett stormigt äktenskap, efter några år bodde makarna på skilda håll.

## Barn
- Alfonso av Bourbon-Orléans, infant av Spanien, hertig av Galliera (1886–1975); gift 1909 med Beatrice av Edinburgh, prinsessa av Storbritannien och Irland, prinsessa av Sachsen-Coburg-Gotha (1884–1966).
- Luiz Fernando, infant av Spanien (1888–1945); gift 1930 med Marie Say (1875–1943)